# Chaînon Presidential
Le chaînon Presidential (anglais : Presidential Range) est un chaînon des montagnes Blanches dans le New Hampshire, aux États-Unis.
L’aire de répartition se trouve presque entièrement dans le comté de Coos.
Les sommets du chaînon sont nommés d'après des présidents américains, à l'instar du point culminant mont Washington.

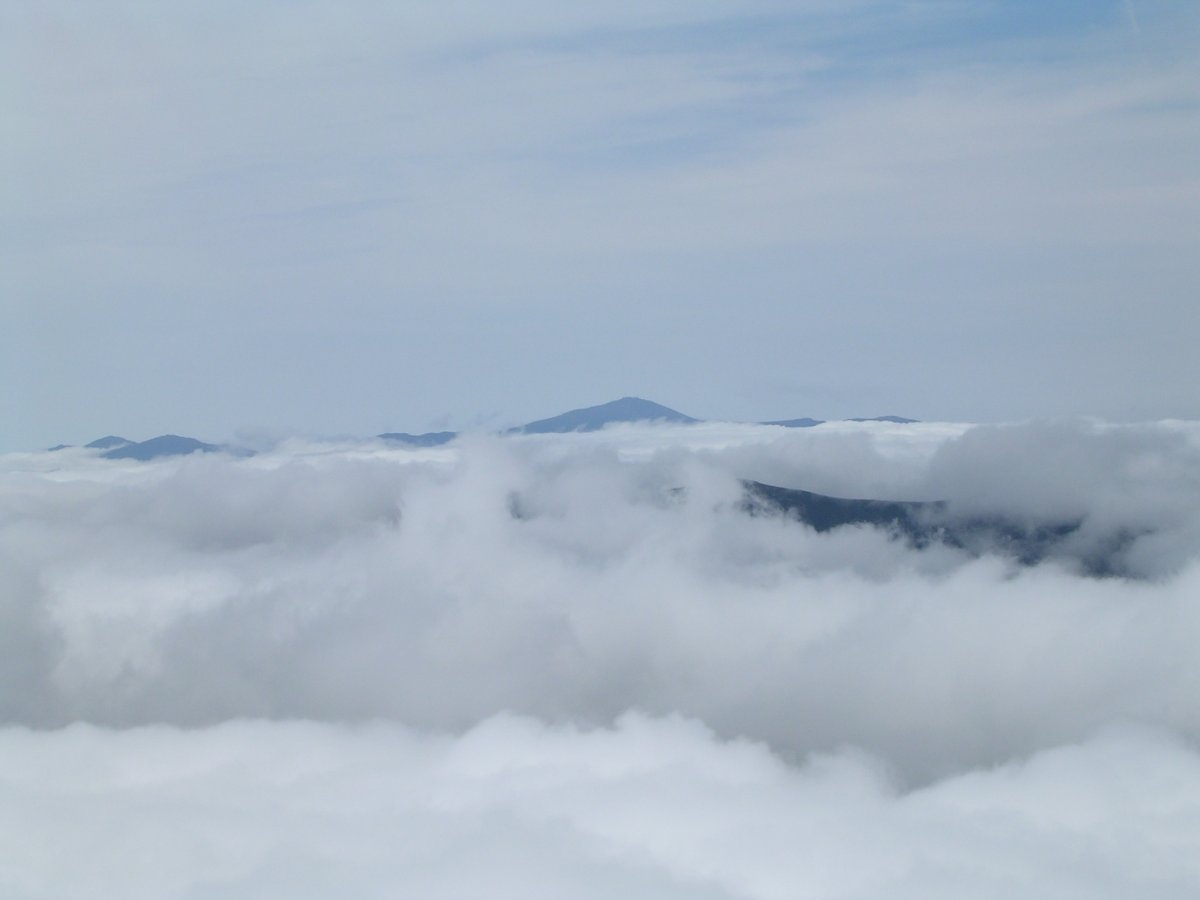
Vue sur le chaînon Presidential depuis le mont Lafayette.

La chaîne est connue pour avoir certaines des pires conditions météorologiques sur Terre, principalement en raison de l’imprévisibilité des vitesses de vent élevées et des conditions de voile blanc sur les sommets. En raison des mauvaises conditions météorologiques, le chaînon Presidential est souvent utilisé pour l’entraînement d’alpinisme avant l'ascension des plus hautes montagnes du monde.

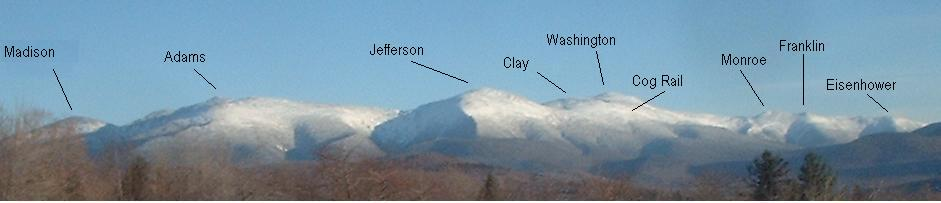
Panorama sur le chaînon Presidential.